# 青年會

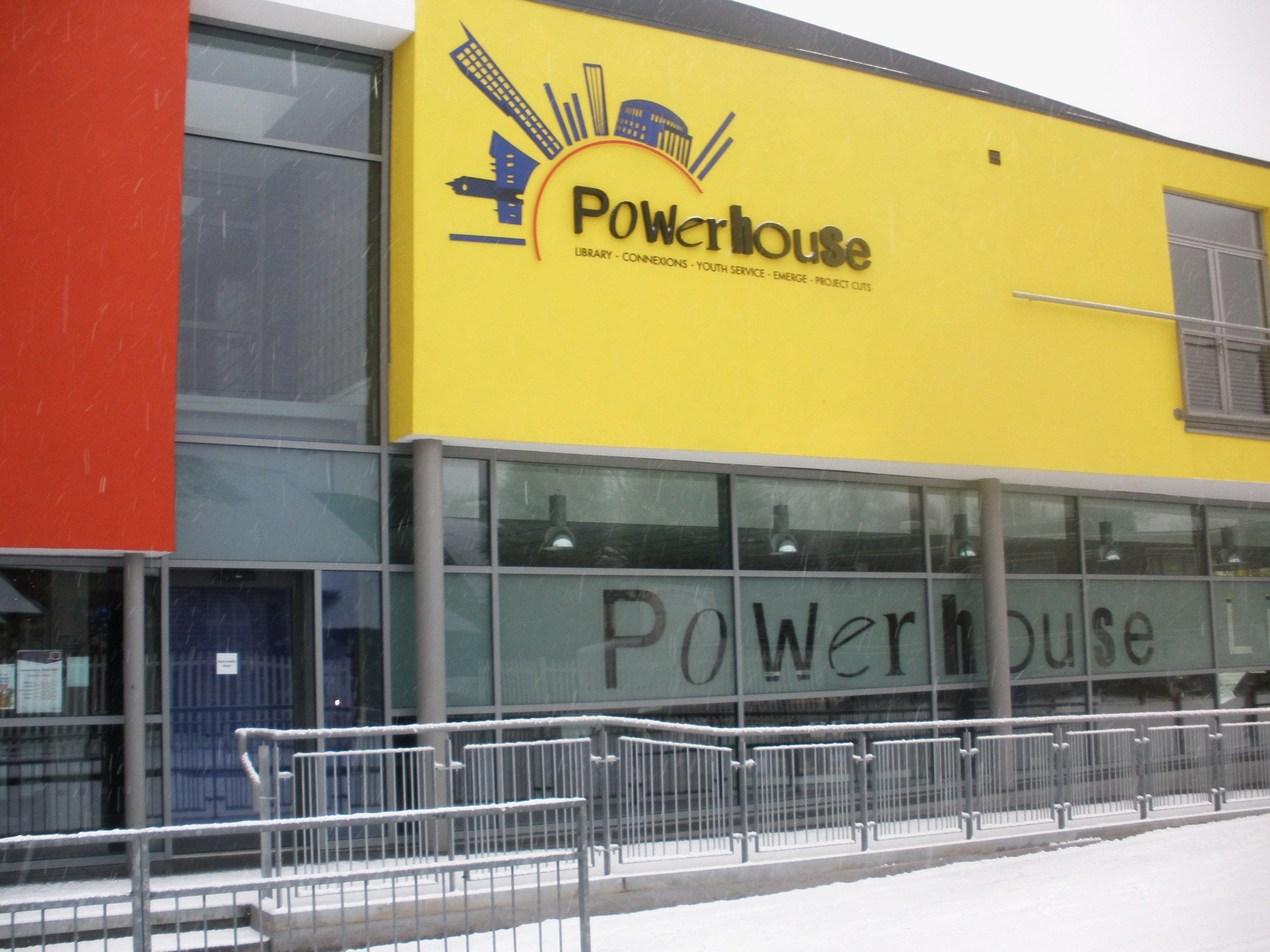
位於英國曼市的一所青年會。

青年中心或青年中心，通常被稱為青年俱樂部，是年輕人可以見面和參加各種活動的地方，例如桌上足球，足球協會（美式足球，英國足球），籃球，乒乓球，電子遊戲和宗教活動。青年俱樂部或中心在全球範圍內的活動各不相同，並且根據不斷變化的文化，政治和社會背景以及國家資助或自願行動的相對水平而有不同的歷史。